# 東川町国際写真フェスティバル
東川町国際写真フェスティバル（ひがしかわちょうこくさいしゃしんフェスティバル）は、北海道東川町で毎年開催されている、日本初の国際写真祭である。

## 概要
「写真の町」として知られる東川町が、1985年に写真文化を軸とした町づくりの一環として始めたイベントである。このフェスティバルでは、国内外の写真家を対象とした写真賞「東川賞」の授与をはじめ、作品展示、講演、ワークショップ、コンペティションなど、多岐にわたるプログラムが実施されており、写真文化の発展と国際的な交流を目的としている。
また、全国の写真系の大学や専門学校から毎年15名程の学生ボランティアスタッフ「フォトふれ」を募集し、実際の受賞者展を自らの手によって設営・運営するというユニークな教育プログラムを実施している。

## フォトふれ
フォトふれ（正式名称：フォト・ふれんず）は、全国の写真系大学や専門学校の学生を対象にしたボランティアスタッフ制度の教育プログラムである。学生は、受賞作家の展示を自ら設営・運営する経験を積み、展示技術を学ぶことができる。
これまでに多くの写真家やキュレーター、ギャラリストを輩出しており、写真業界における人材育成に貢献している。
主な修了生
- 綾智佳（Third Gallery AYAディレクター）
- 松田貴子（写真評論家）
- 高橋朗（PGIディレクター）
- 村上友重（2012年 Foam Talent賞）
- 詫間のり子（2009年 写真新世紀優秀賞）
- クロダミサト（2010年 写真新世紀グランプリ）
- 黑田菜月（2013年 1_WALLグランプリ）
- 堀井ヒロツグ（2013年 赤レンガ公開ポートフォリオオーディショングランプリ）
- 石川竜一（2014年 木村伊兵衛賞）
- 浦芝眞史（2015年 1_WALLグランプリ）
- 山元彩香（2022年 木村伊兵衛賞ノミネート）
- 吉田志穂（2022年 木村伊兵衛賞）
- エレナ・トゥタッチコワ（2022年 東川賞特別作家賞）